# Marcelo Damy
Marcelo Damy de Sousa Santos (14 juillet 1914 - 29 novembre 2009) est un physicien brésilien.

## Biographie
Considéré comme l'un des plus importants éducateurs et chercheurs en physique au Brésil, avec César Lattes, José Leite Lopes et Mário Schenberg, Damy est né à Campinas, São Paulo, en 1914, fils de Harald Egydio de Souza Santos, photographe et Maria Luiza Damy de Souza Santos. Il fait ses études secondaires au Gymnase d'État (plus tard appelé Colégio Culto à Ciência) et est un étudiant passionné de sciences, en particulier de physique et de chimie.
En 1932, il est admis à l'École Polytechnique de l'Université de São Paulo pour étudier l'électrotechnique, mais finit par passer à la physique à l'invitation de Gleb Wataghin, un physicien russe qui enseigne à l'époque à l'université, dont Damy aime écouter les cours, même s'ils sont donnés dans un cursus différent du sien. Il est diplômé de la première promotion du cours de physique à l'USP.
Au cours de ses années de premier cycle, Damy s'intéresse à la radioactivité. Cet intérêt lance sa brillante carrière en physique nucléaire expérimentale. Après ses études, il part à l'Université de Cambridge, à 24 ans, avec une bourse du British Council, sous la direction de William Lawrence Bragg (prix Nobel de physique). En Angleterre, il se lie d'amitié avec Edmundo Barbosa da Silva, étudiant à l'Université d'Oxford et futur collègue à la Commission de l'énergie atomique du Conseil national de la recherche du Brésil. De retour au Brésil, Damy travaille comme chercheur scientifique pour la marine brésilienne, notamment dans le développement d'un sonar, travaillant dans un laboratoire dans les locaux du département de physique de la faculté de philosophie, des sciences et des lettres de l'USP jusqu'à la fin de la Seconde Guerre mondiale (1945). Pour cet important travail, il reçoit la Médaille brésilienne du mérite naval.
En 1945, à l'invitation de la Fondation Rockefeller, Damy passe neuf mois à l'Université de l'Illinois où il travaille avec Donald William Kerst, inventeur du Bêtatron. De retour au Brésil, Damy accepte un poste de professeur assistant au Département de physique de l'USP et participe à l'installation en 1950 d'un bêtatron, le premier Accélérateur de particules fonctionnant en Amérique latine. Il développe et installe aussi le premier réacteur nucléaire au Brésil, toujours en état de marche aujourd'hui. Il travaille également sur les rayons cosmiques, visant notamment à évaluer la nature des gerbes pénétrantes de rayons cosmiques. Il démontre que ces gerbes contiennent des particules atomiques telles que les mésons, qui ont un grand pouvoir de pénétration sans perdre considérablement une partie de leur énergie. Avec Gleb Wataghin et Paulus Aulus Pompéia, il découvre que ces douches sont plus énergiques qu'on ne le supposait auparavant.
Damy est l'un des plus grands leaders scientifiques du Brésil, aidant à fonder de nombreuses institutions de recherche et d'enseignement importantes dans sa région. Il est l'un des fondateurs de l'Institut de l'énergie atomique et de l'Institut de recherche sur l'énergie nucléaire (IPEN), et son premier surintendant, de 1956 à 1961. Il est également président de la Commission nationale de l'énergie nucléaire (CNEN) de 1961 à 1964.
Après avoir pris sa retraite en tant que professeur émérite de l'USP en 1968, Damy contribue à consolider la nouvelle université d'État de Campinas (Unicamp) et prend la direction de l'Institut de physique, qui reçoit le nom de son ancien professeur, Gleb Wataghin. En outre, il travaille comme professeur de physique nucléaire à l'Université pontificale catholique de São Paulo (PUC-SP) et, en 1988, collabore aux travaux de recherche effectués à l'IPEN. Il est l'auteur de plus de 80 articles et est membre de plusieurs sociétés scientifiques au Brésil et à l'étranger, en mettant l'accent sur l'Académie brésilienne des sciences.
Il épouse Lucia Toledo de Souza Santos en 1947. Il est décédé le 29 novembre 2009 des complications d'un accident vasculaire cérébral.